# Хидзиката Тосидзо
Хидзиката Тосидзо (5 мая 1835 — 20 июня 1869) — японский воин и чиновник конца периода Эдо, заместитель командира Синсэнгуми, японской военной полиции Киото, командующий армией Республики Эдзо.

## Биография
Хидзиката начинал в Росигуми как вице-командир наряду с Яманами Кэйскэ. После смерти Яманами он продолжал выполнять эту роль один.
Хидзиката помогал формировать Синсэнгуми и, как обычно думают, был душой организации. Но несмотря на все его вклад в успех отряда, он никогда не хотел заменить Кондо и стать лидером.
Сражение Тоба-Фусими имело серьезные последствия для Хидзикаты. Будучи очень быстро побежден западным оружием, он решил взять лучшее и из Европы, и из арсенала самураев. Он постригся и начал одеваться по французской моде (что очень заметно на одной из самых знаменитых фотографий Тосидзо).
После гибели Кондо Хидзиката чуть ли не ушел в депрессию — он считал, что должен был удержать друга от опрометчивой разведки. Он сказал остальным членам Синсэнгуми, что ему будет стыдно стоять перед Кондо в следующей жизни, если он должен будет делить мир с врагами сёгуната.

## Гибель
20 июня (11 мая) 1869 года императорские войска начали генеральное наступление на суше, одновременно ведя обстрел с моря. Хидзиката в это время находился в Горёкаку, в пяти км от Хакодатэ. Войска кангуна заняли Хакодатэ. На окраине города находилась батарея Бэнтэн, в которой остались около 250 человек, в основном из Синсэнгуми. Бэнтэн и Горёкаку оказались отрезанными друг от друга. Хидзиката попытался пробиться к Бэнтэну, чтобы спасти своих солдат.
Сохранились воспоминания одного из помощников Хидзикаты, Оно Утио. Он писал, что около восьми часов утра они оказались у ворот Иппонги на пути между Горёкаку и Хакодатэ. Теснимые противником солдаты один за одним отступали с поля боя. Хидзиката приказал Оно: «Быстро собирай людей. Я останусь здесь и любого, кто попытается сбежать, зарублю». Оно собрал солдат и повел их в наступление. Хидзиката остался в арьергарде. Благодаря его распоряжениям солдаты смогли постепенно отвоевать преимущество на поле боя. Но в этот момент Хидзиката был убит пулей, выпущенной одним из снайперов противника. Пуля попала в живот и нижнюю часть спины. Смерть была мгновенной. Считается, что с лошади он упал уже мертвым.
Ситуация на поле боя мгновенно изменилась: солдаты бросились бежать. На поле боя остался один Оно, но ничего сделать он не мог и, вернувшись к своим, сообщил о гибели командира.
27 июня (18 мая) 1869 года, спустя неделю после смерти Хидзикаты, правительство Эномото капитулировало. Война Босин закончилась.
Где похоронен Хидзиката — неизвестно. Есть версии, что в Хеккетске или в Гандзё-дзи.

## Образ в культуре
Манга:
- Gintama
- Drifters (манга)
- Golden Kamuy
- Record of Ragnarok
- Hakuouki
- Fate/Grand Order
- Rurouni Kenshin Hokkaido-hen

Аниме:
- Hakuouki
- Gintama
- Drifters
- Hijikata Toshizou: Shiro no Kiseki
- Golden Kamuy
- Record of Ragnarok
- Fate/Grand Order
- Bakumatsu Kikansetsu Irohanihoheto